# Jeux panaméricains de 1963
Navigation
Édition précédente Édition suivante
Les IVe Jeux panaméricains se déroulent du 20 avril au 5 mai 1963 à São Paulo au Brésil.

## Tableau des médailles
- Pays hôte

| Rang | Nation                 | Or  | Argent | Bronze | Total |
| ---- | ---------------------- | --- | ------ | ------ | ----- |
| 1    | États-Unis             | 106 | 56     | 37     | 199   |
| 2    | Brésil                 | 14  | 20     | 18     | 52    |
| 3    | Canada                 | 11  | 27     | 26     | 64    |
| 4    | Argentine              | 8   | 15     | 16     | 29    |
| 5    | Cuba                   | 4   | 6      | 4      | 14    |
| 6    | Uruguay                | 4   | 1      | 8      | 13    |
| 7    | Venezuela              | 3   | 5      | 9      | 17    |
| 8    | Mexique                | 2   | 8      | 15     | 25    |
| 9    | Chili                  | 2   | 2      | 6      | 10    |
| 10   | Trinité-et-Tobago      | 1   | 1      | 2      | 4     |
| 11   | Guyane britannique     | 1   | 0      | 0      | 1     |
| 12   | Antilles néerlandaises | 0   | 4      | 2      | 6     |
| 13   | Jamaïque               | 0   | 2      | 2      | 4     |
| 13   | Porto Rico             | 0   | 2      | 2      | 4     |
| 15   | Guatemala              | 0   | 2      | 0      | 2     |
| 16   | Panama                 | 0   | 1      | 3      | 4     |
| 17   | Pérou                  | 0   | 1      | 1      | 2     |
| 18   | Barbade                | 0   | 0      | 3      | 3     |